# Эмир Исламского Эмирата Афганистан
Эмир Исламского Эмирата Афганистан (пушту د مش د افغانستان اسلامي امارت‎) — верховный лидер Исламского Эмирата Афганистан, де-факто правитель Афганистана.

## История
Должность впервые была учреждена муллой Мухаммедом Омаром, который основал радикальное движение «Талибан» в 1994 году и первый Исламский Эмират Афганистан в 1996 году. 4 апреля 1996 года в Кандагаре последователи Омара даровали ему титул амира аль-муминина, что означает «повелитель правоверных», поскольку Омар надел плащ, взятый из его святыни в городе, который, как утверждается, был плащом исламского пророка Мухаммеда.
Титул «амир-аль-муминин» являлся не правительственной должностью, а скорее религиозным и почётным титулом. После захвата талибами столицы Афганистана Кабула в 1996 году организация учредила «Верховный совет Афганистана» и 27 сентября 1996 года провозгласила Мухаммеда Омара главой совета. С тех пор он стал исполнять обязанности главы государства. После вторжения США в Афганистан 2001 году Омар был свергнут, а пост главы Верховного совета был заменён президентом. Тем не менее, все последующие лидеры Талибана носили титул Командира правоверных.
После наступления талибов в 2021 году организация отбила Кабул, а после вывода американских войск восстановила Исламский Эмират Афганистан. Лидер «Талибана» Хайбатулла Ахундзада стал новым главой государства.
В ноябре 2022 года верховный лидер Афганистана, пользуясь своей властью в стране, личным распоряжением приказал судьям в полной мере обеспечить соблюдение аспектов исламского права согласно Шариату, включая публичные казни, забрасывание камнями, порку и ампутацию конечностей ворам.